# Internationale Gartenschau 2013

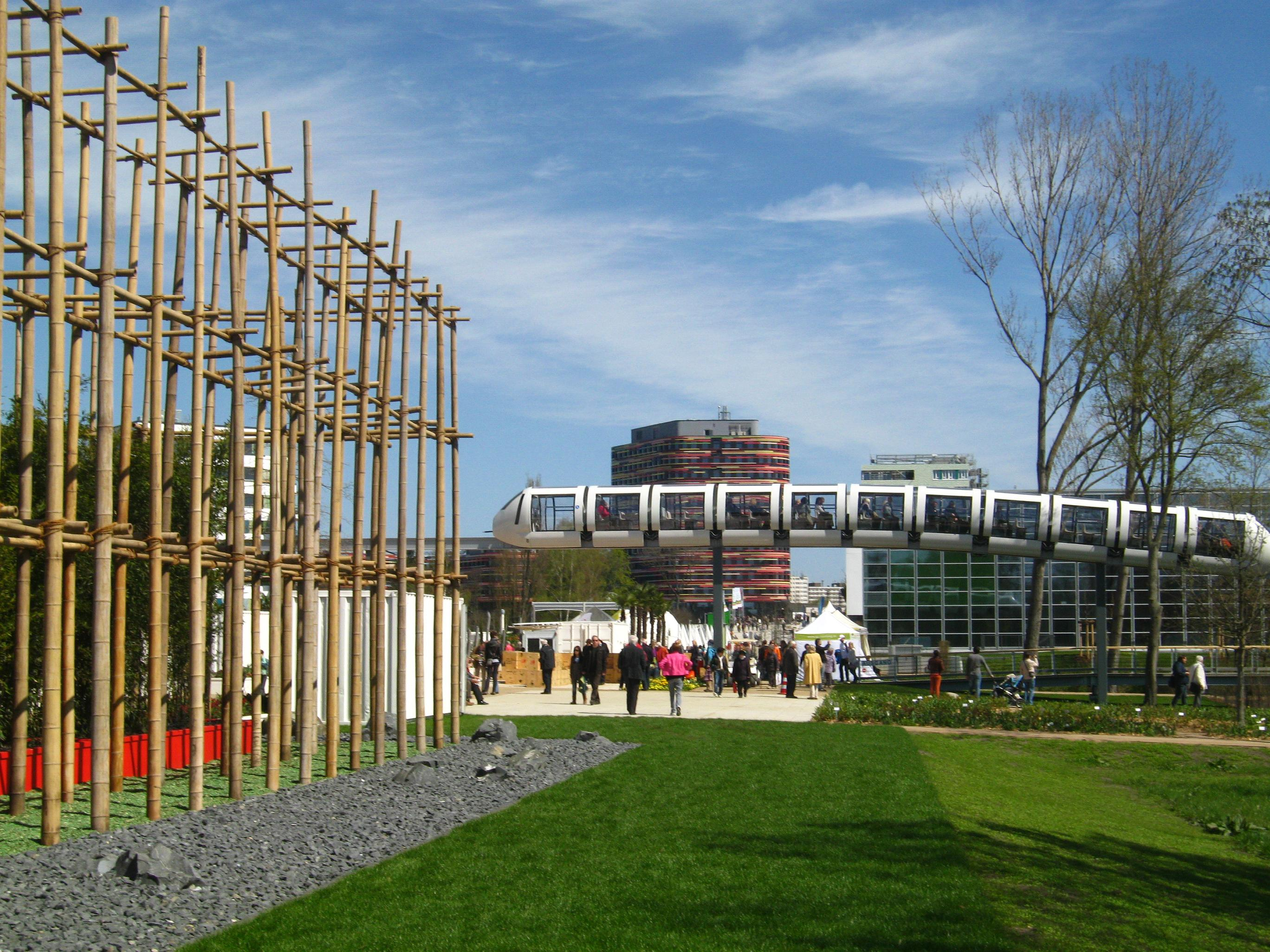
Blick auf das IGS-Gelände

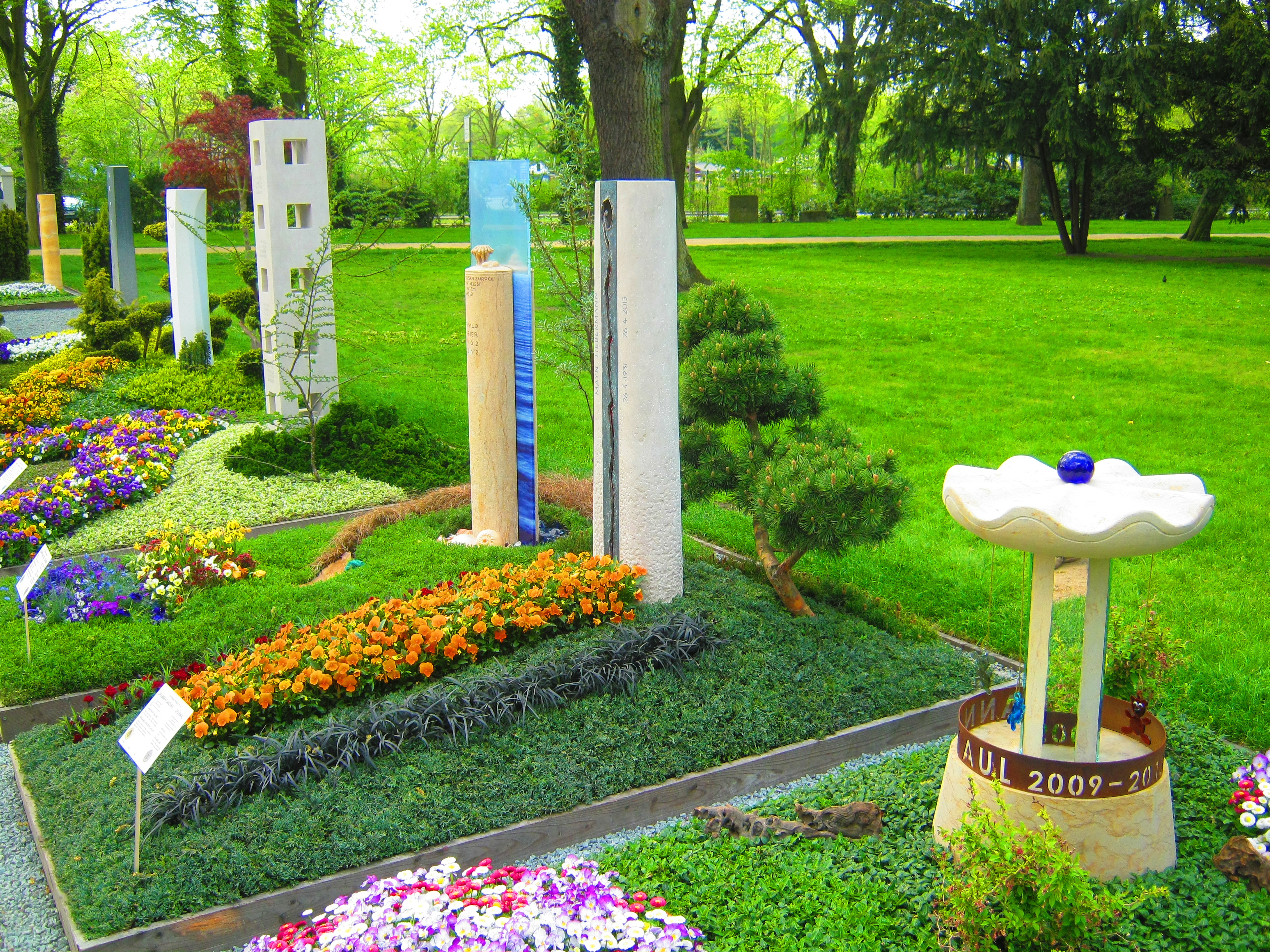
Grabgestaltungen

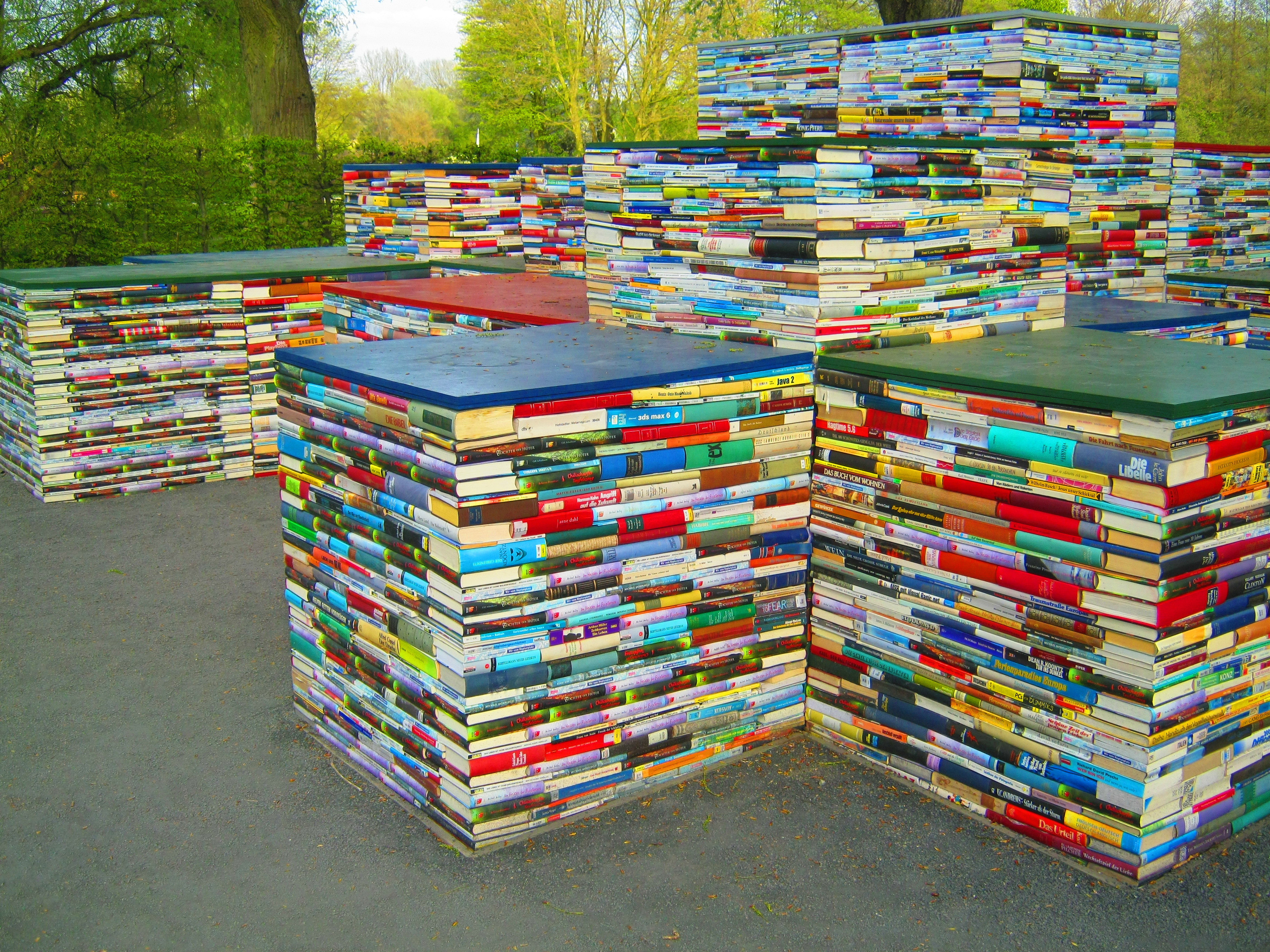
Bücherturm

Die Internationale Gartenschau 2013 (IGS 2013) fand vom 26. April 2013 bis zum 13. Oktober 2013 in Hamburg auf der Elbinsel Wilhelmsburg statt.

## Geschichte
Hamburg hatte sich 2001 für die Durchführung der IGS 2013 beworben. Für die Gestaltung des Geländes stellte Hamburg ein Budget von rund 70 Millionen Euro bereit. Im Realisierungswettbewerb wurden im November 2005 RMP Stephan Lenzen Landschaftsarchitekten als Preisträger ermittelt. Kritisiert wurde die Planung wegen der mit ihr einhergehenden dauerhaften Zerstörung städtischer Spontanvegetation mit Fällung von mindestens 2228 Bäumen. Die Ausgleichsmaßnahmen im Osten der Elbinsel ersetzten „bestehende Wiesenlandschaft“ lediglich durch „künstliche Natur“ in Form von Baumpflanzungen.
Die Internationale Gartenschau 2013 wurde am 26. April in Anwesenheit des Bundespräsidenten Joachim Gauck und des Hamburger Bürgermeisters Olaf Scholz eröffnet. Sie war die vierte Gartenschau in Hamburg (vorher: 1953, 1963, 1973). Der Zugang zur Gartenschau befand sich in der Nähe zum S-Bahnhof Wilhelmsburg. 
Im Juli 2013 vermeldete Hamburg.de, dass lediglich ein Drittel der erwarteten Besucher die Leistungsschau der Gartenbauindustrie besucht habe. Der Rechnungshof der Freien und Hansestadt Hamburg hatte in seinem Jahresbericht 2012 ausdrücklich vor Mindereinnahmen durch zu hoch angesetzte Besucherzahlen gewarnt (in der Machbarkeitsstudie 2001 wurden 5 Mio. Besucher erwartet, später nur noch 2,5 Mio.). Der Rechnungshof geht von Gesamtkosten von 154 Mio. Euro aus. Der budgetierte Einnahmeüberschuss war angesichts der geringen Besucherzahlen (insgesamt 1,05 Mio.) nicht zu realisieren. Vielmehr entstand ein Defizit von 37 Mio. Euro, das durch Umschichtungen aus dem städtischen Haushalt finanziert werden sollte.
Das Gelände wurde am 14. Oktober 2013 in weiten Teilen zum öffentlichen Park (Wilhelmsburger Inselpark). Die Kosten seiner Pflege wurden für 2014 mit 1,4 Mio. Euro angegeben.
2014 listete der Bund der Steuerzahler die IGS 2013 in seinem Schwarzbuch Die öffentliche Verschwendung. Als Ursache des finanziellen Verlusts kritisierte er insbesondere die konstant hohen Eintrittspreise trotz geringer Besucherzahlen und das mangelhafte Marketing.

## Das Gelände
Das Motto lautete „In 80 Gärten um die Welt“. Auf der IGS gab es sieben Themenwelten: „Welt der Bewegung“, „Welt der Häfen“, „Welt der Kontinente“, „Welt der Kulturen“, „Welt der Religionen“, „Naturwelten“ und „Wasserwelten“. Darüber hinaus zählten zu den Attraktionen die Kulturlandschaften, der „Park Vereinte Nationen“, ein Rosenboulevard, die eingebundenen Kleingärten, Hallenschauen, das „Wälderhaus“ und der „Reiherstieg“.
Durch das etwa 100 Hektar große Gartenschaugelände fuhr auf einem 3,4 km langen, aufgeständerten Rundkurs (Schienenhöhe 4 bis 6 Meter) eine Einschienenbahn des Herstellers „Intamin Bahntechnik“ Rüscheid mit drei Haltestellen: am Haupteingang, am Gartenrestaurant Wasserwerk und bei den Kulturlandschaften. Die Züge mit je 66 Sitzplätzen erreichten eine Höchstgeschwindigkeit von 16 Kilometer pro Stunde.
Unmittelbar neben dem Haupteingang befindet sich das neue Hallenbad Inselpark mit 25-Meter-Becken, Sprunganlage und Kinderbereich. Die Südfront der Halle wird bei gutem Wetter auf eine Liegewiese hin geöffnet.
Die Blumenhalle neben dem Hallenbad wurde nach Ende der Ausstellung zu einer Sportarena umgebaut und ist seitdem unter anderem Spielstätte des Basketball Bundesligisten Hamburg Towers. Seit Mai 2017 trägt sie infolge eines Sponsorenvertrags den Namen Edel-optics.de Arena, zuvor war sie als Inselparkhalle bekannt.
2013 war auch das Präsentationsjahr der Internationalen Bauausstellung Hamburg auf den Elbinseln Wilhelmsburg  und Veddel.

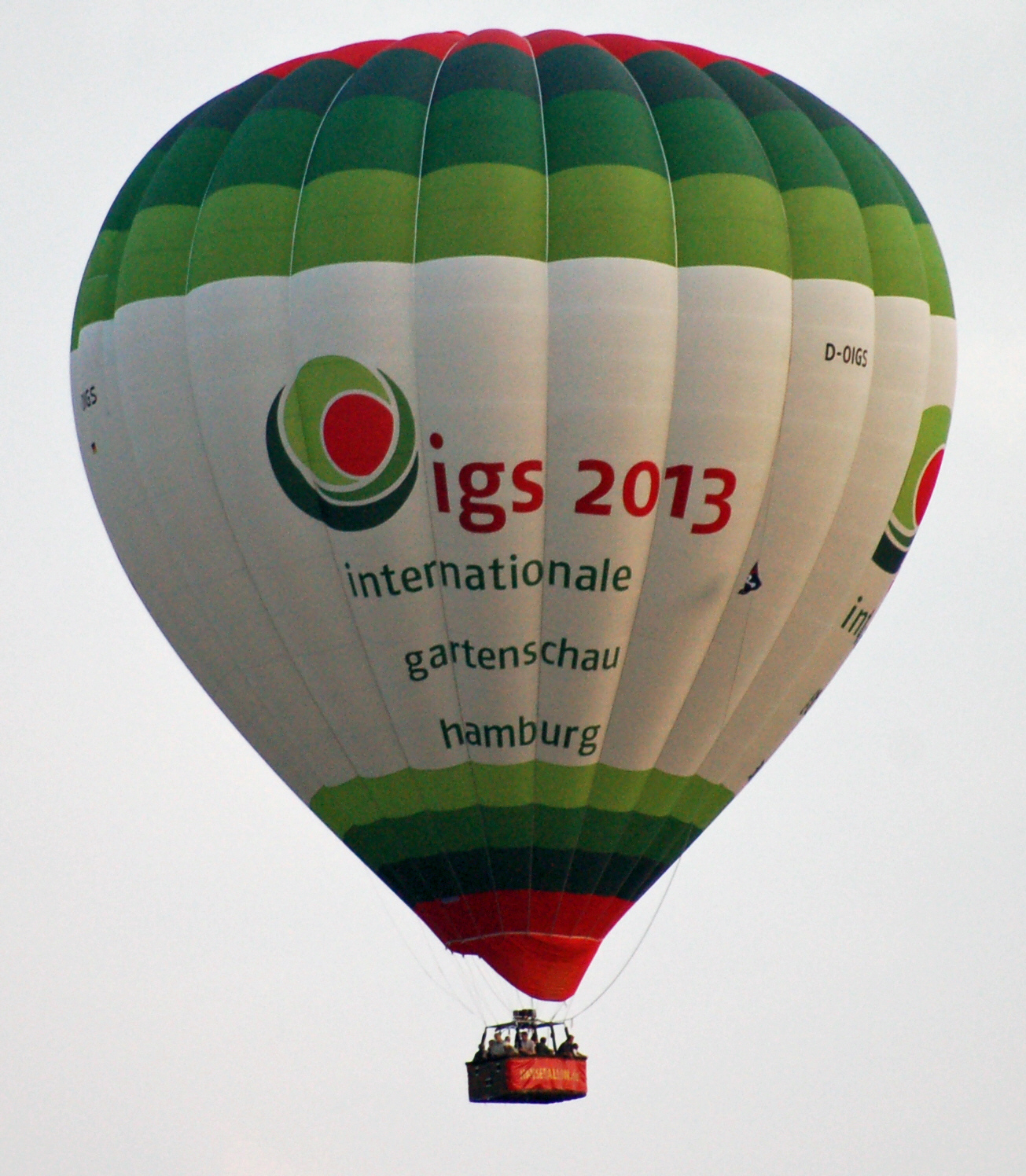
Ballon mit IGS-Werbung
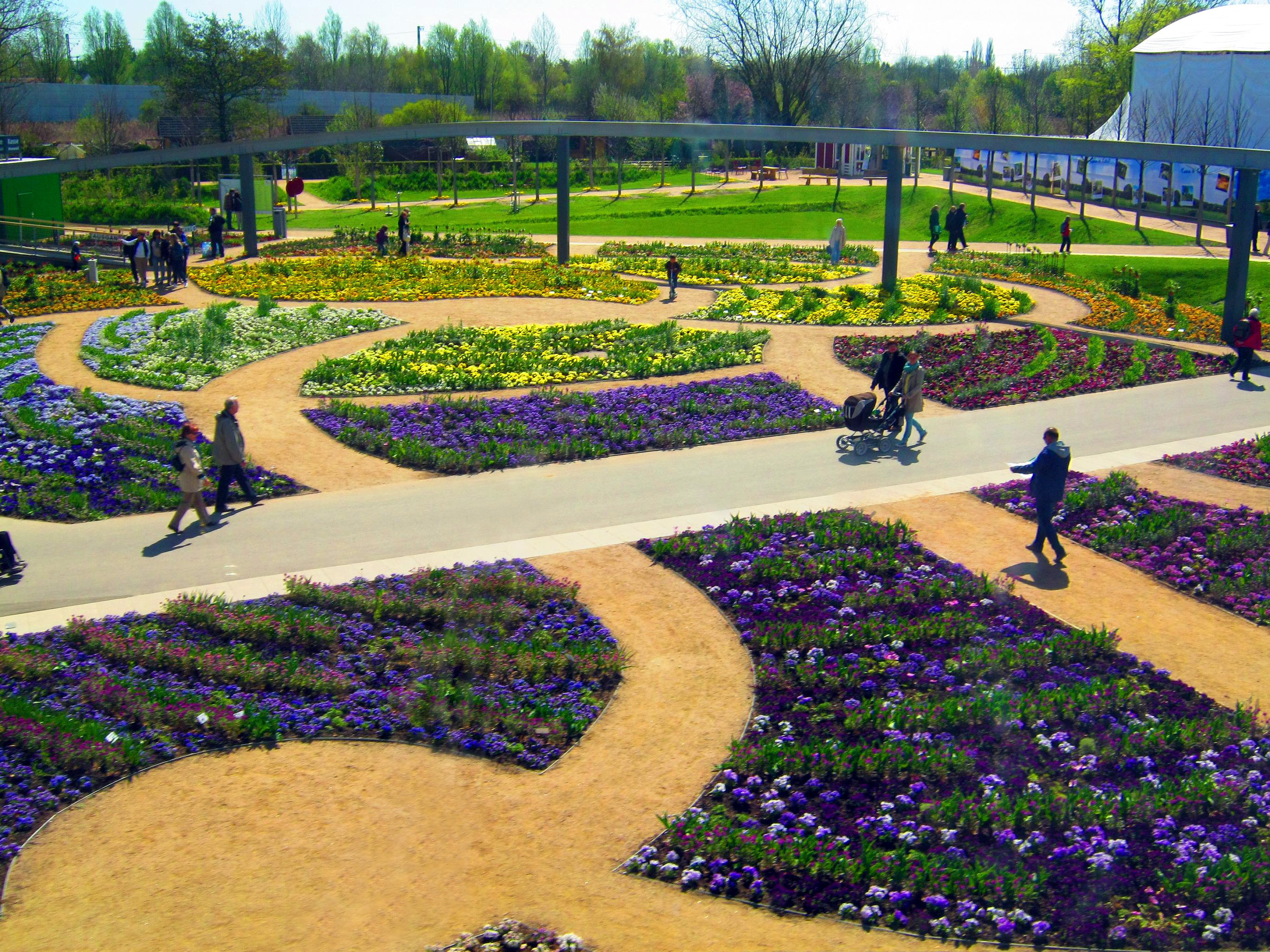
Blumenbeete
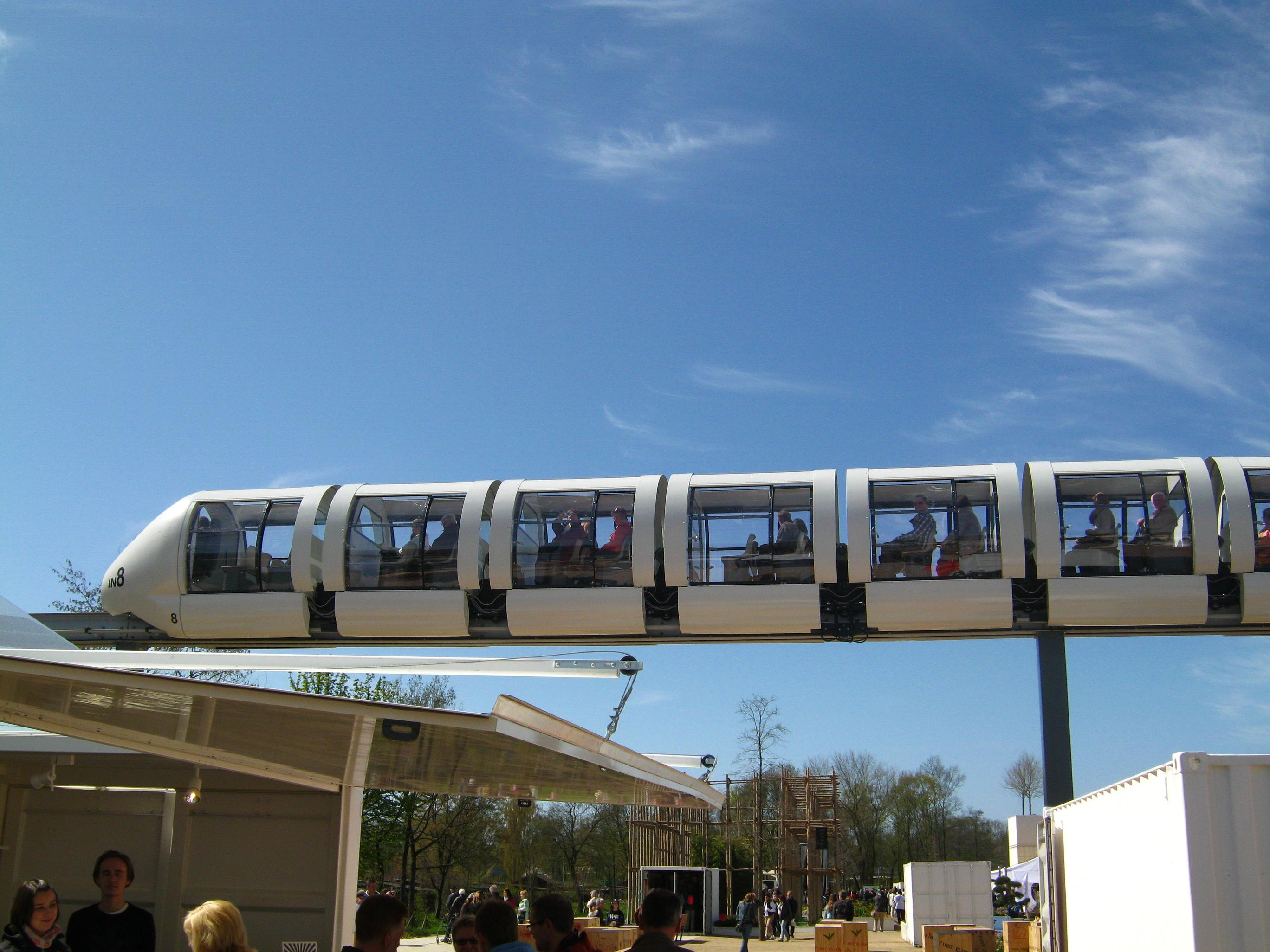
Die Gartenschaubahn
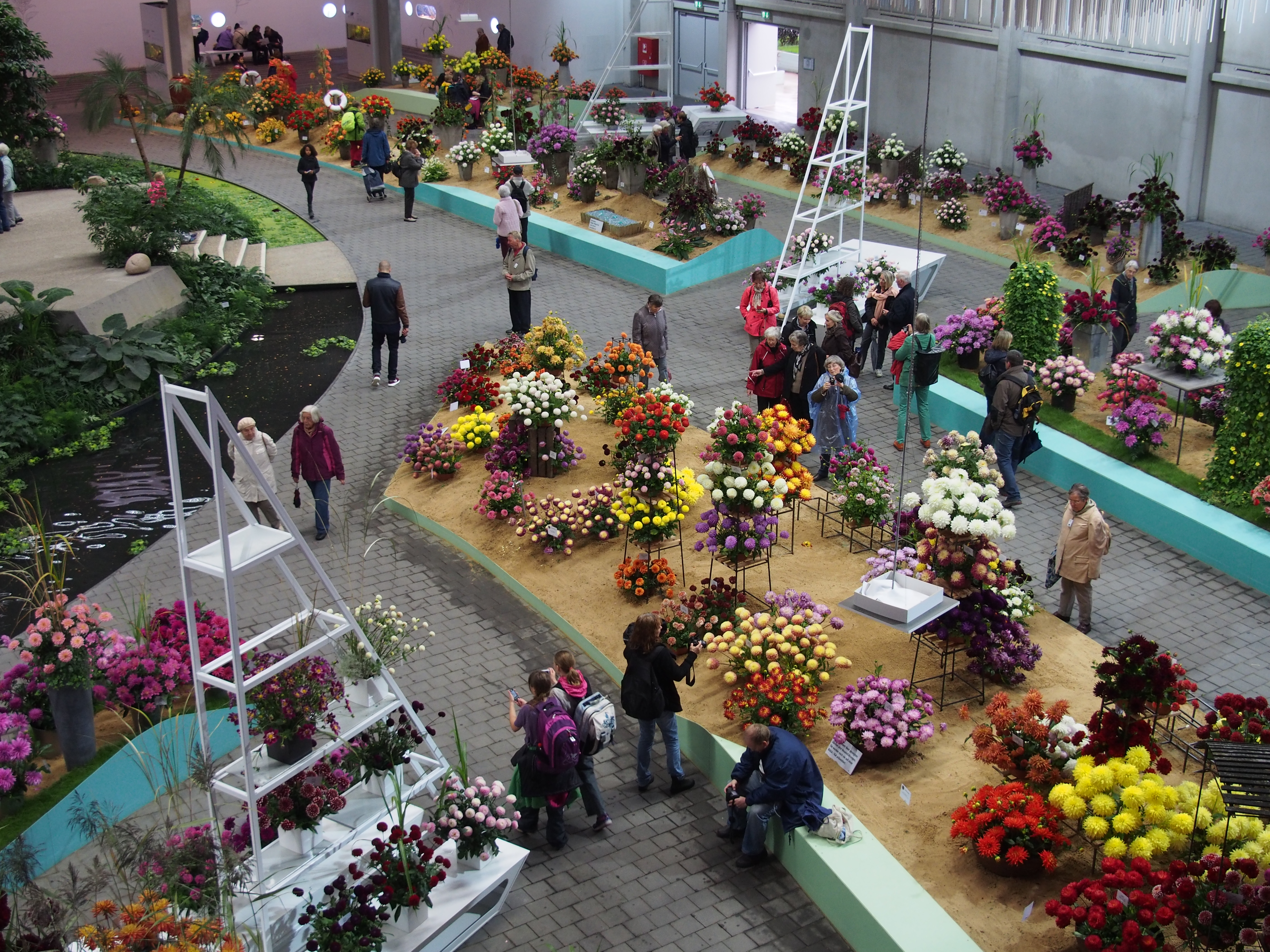
Blumenhalle-Innenraum